# Syntetyczny izotop promieniotwórczy
Syntetyczny izotop promieniotwórczy – izotop niewystępujący w warunkach naturalnych na Ziemi, otrzymany i zaobserwowany w laboratoriach w wyniku przemian jąder atomowych.
Termin "izotop syntetyczny" odnosi się tylko do warunków ziemskich. Jądra, które nie występują powszechnie na Ziemi, ze względu na zbyt krótki czas życia, w przyrodzie szerzej rozumianej – w kosmosie – mogą powstawać w pewnych warunkach bez udziału człowieka. Przykładem takich sytuacji są wybuchy supernowych oraz reakcje z udziałem promieniowania kosmicznego, które nieustannie zachodzą także w ziemskiej atmosferze.

## Wytwarzanie
Syntetyczne izotopy promieniotwórcze uzyskuje się najczęściej przez bombardowanie jąder atomowych cząstkami elementarnymi lub innymi jądrami atomowymi (patrz spalacja), które wyniku tego ulegają wzbudzeniu, rozpadowi lub rozszczepieniu, wytwarzając inne jądra.

## Zastosowania

### W fizyce
Tworzenie i badanie syntetycznych izotopów w laboratoriach służy lepszemu poznaniu właśnie takich procesów. Dane dotyczące nietrwałych jąder mają między innymi kluczowe znaczenie dla wyjaśnienia procesów zachodzących w jądrach atomowych, w tym powstawania jąder cięższych od żelaza (najcięższego produktu ewolucji gwiazd), które pojawiać się mogą niemal wyłącznie w wyniku wybuchów supernowych.

### W medycynie
Sztuczne i naturalne izotopy promieniotwórcze wykorzystuje się w medycynie do diagnozowania i w lecznictwie, powstała gałąź medycyny stosująca izotopy promieniotwórcze to medycyna nuklearna.

### W technice
Sztuczne i naturalne izotopy promieniotwórcze wykorzystuje się jako źródła promieniowania.